# Si Jiahui
Si Jiahui (vereenvoudigd Chinees: 斯佳辉; traditioneel Chinees: 斯佳輝; pinyin: Sī Jiā Huī) (Shaoxing, 11 juli 2002) is een professioneel snookerspeler uit China. In 2023 bereikte hij de halve finale van het wereldkampioenschap snooker.

## Carrière
Si Jiahui was actief op de World Snooker Tour tussen 2019 en 2021. In 2022 wist Si het WSF Championship te winnen, waardoor hij vanaf 2022/23 wederom actief is als professioneel speler.
In 2022 bereikte hij de kwartfinales van de European Masters door onder andere Anthony McGill en Xiao Guodong te verslaan. De kwartfinale verloor hij van Kyren Wilson met 2-5.
Si maakte zijn debuut op het wereldkampioenschap snooker in 2023. In de eerste ronde wist hij Shaun Murphy te verslaan met 10-9. Nadat Si met 9-6 voorstond kwam Murphy nog terug tot 9-9. In het beslissende frame trok Si aan het langste eind. In de tweede ronde versloeg hij Robert Milkins met 13-7. Hierdoor plaatste hij zich voor de kwartfinales, als vijfde Chinese speler in de geschiedenis. Een dag later won hij in de kwartfinale van Anthony McGill met 13-12 waardoor hij doorstootte naar de halve finale in de Crucible. Daarin verloor hij van Luca Brecel, die als eerste Belgische speler ooit de halve finale haalde. In de derde sessie van de wedstrijd tegen Brecel genoot Si op een bepaald moment van een voorsprong van 5-14. Echter kon Brecel een comeback maken tot 10-14 en versloeg de Chinese speler in de vierde sessie met 17-15. Brecel werd uiteindelijk op 1 mei 2023 de winnaar van het wereldkampioenschap.
In het daaropvolgende seizoen 2023/2024 was het aan Si om zich ook op andere toernooien van zijn beste kant te laten zien. Wat maar gedeeltelijk lukte aangezien hij bij de meeste toernooien in de tweede ronde werd uitgeschakeld. Bij de German Masters wist hij de finale te bereiken, in deze finale verloor hij met 10-5 van Judd Trump. Bij zijn tweede deelname aan het WK in 2024 versloeg hij Mark Williams in de eerste ronde met 10-9. In de tweede ronde was Jak Jones te sterk voor Si, de Chinese speler verloor met 13-9.

### Wereldkampioenschap
Hoofdtoernooi (laatste 32 of beter):
| #  | Seizoen   | Editie  | Prestatie    | Extra                                  |
| -- | --------- | ------- | ------------ | -------------------------------------- |
| 1. | 2022/2023 | WK 2023 | Halve finale | Verloor met 17-15 van Luca Brecel      |
| 2. | 2023/2024 | WK 2024 | Laatste 16   | Verloor met 13-9 van Jak Jones         |
| 3. | 2024/2025 | WK 2025 | Kwartfinale  | Verloor met 13-9 van Ronnie O'Sullivan |